# Crocidura gmelini
Crocidura gmelini és una espècie de mamífer pertanyent a la família de les musaranyes (Soricidae) que es troba a l'Afganistan, la Xina, l'Iran, el Kazakhstan, Mongòlia, el Pakistan, el Turkmenistan, l'Uzbekistan i, possiblement també, Israel, el Kirguizstan i el Tadjikistan.